# 孫多玢
孫多玢（?—?），字温如，号润甫、又号理卿，安徽省鳳陽府壽州人，清朝政治人物、進士出身。

## 生平
光緒十八年（1892年），参加光緒壬辰科殿試，登進士二甲91名。同年五月，改翰林院庶吉士。光緒二十年四月，散館，授翰林院編修。